# Double Dragon II: The Revenge
Double Dragon 2: The Revenge est un jeu vidéo de type beat them all développé par Technos, sorti sur borne d'arcade en 1988 et adapté sur la plupart des consoles de jeu et des micro-ordinateurs de l'époque.
La version NES a la particularité d'être sortie en France, vers septembre/octobre 1990, avant le premier épisode Double Dragon.
La version Game Boy est totalement différente. Elle est à l'origine un autre jeu, titré Nekketsu kōha Kunio-kun: Bangai rantō hen (熱血硬派くにおくん 番外乱闘編) au Japon, qui a été adapté à l'international avec la licence Double Dragon.

## Système de jeu
Ce second épisode reprend les bases établies par le précédent opus, elles-mêmes dérivées du précédent beat-them all de l'éditeur, Renegade.

## Accueil
Double Dragon II : The Revenge est classé « 86ème meilleur jeu de tous les temps » selon le site français Jeuxvideo.com.